# Asbestose

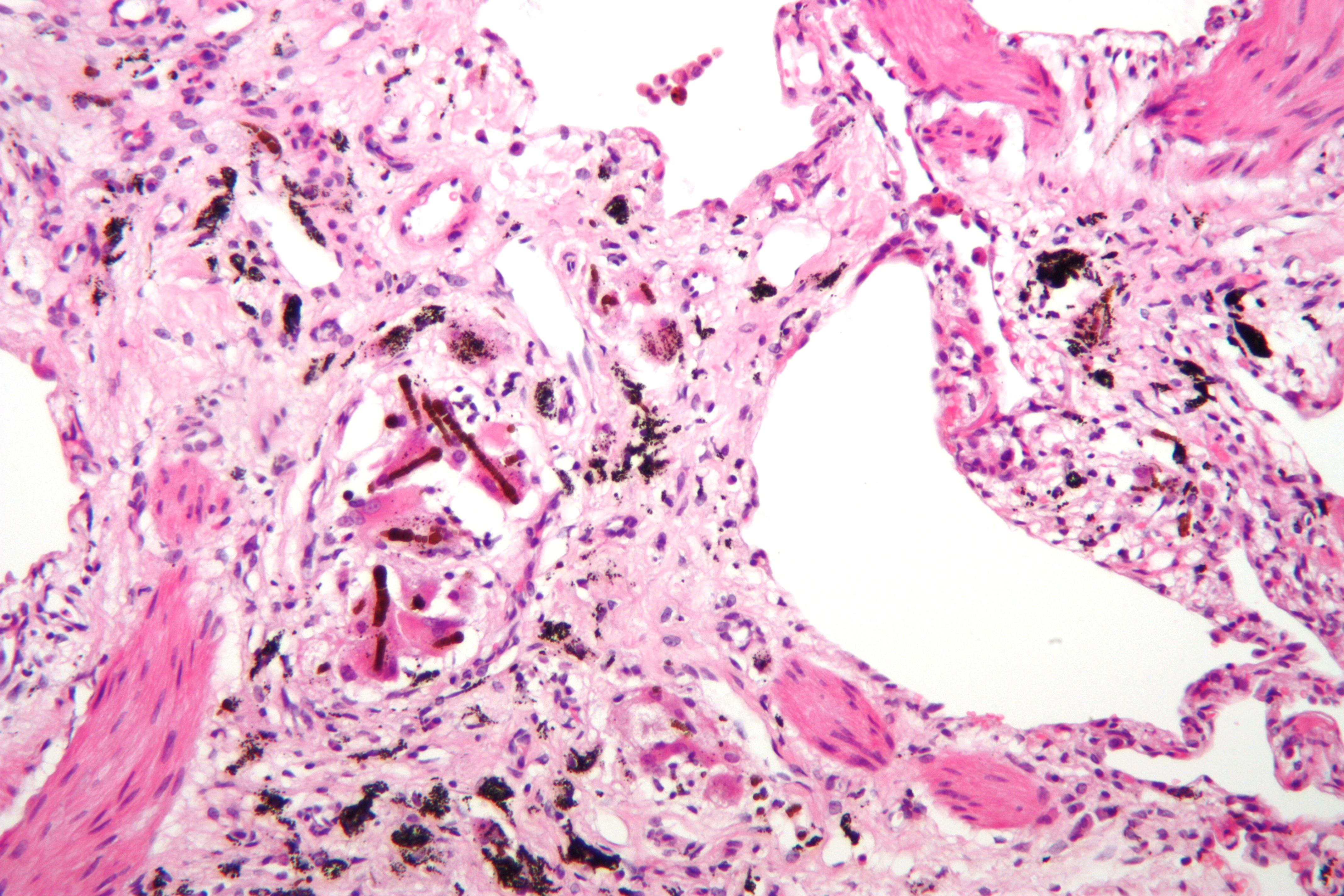
Longen met asbestose

Asbestose is een aandoening die behoort tot de pneumoconioses (stoflongen) waarbij verbindweefseling van de luchtwegen optreedt. De longcapaciteit neemt af, waardoor zich overbelasting van het hart kan voordoen. Asbestose wordt veroorzaakt door blootstelling aan asbest. Asbestose is een erkende beroepsziekte, maar men kan op veel manieren met asbest in aanraking komen omdat het in het verleden op zeer veel plaatsen is verwerkt.
Asbestose is een diffuse longfibrose waarvan de diagnose steunt op de radiografie, de CT-scan en/of de histologische bevindingen, samen met een gecumuleerde blootstelling en/of een longbelasting met asbestvezels of asbestlichaampjes die overeenstemt met de diagnose. De CT-scan toont septale en niet-septale lijnen en honingraat-beelden. De radiografische diagnose steunt op de aanwezigheid van kleine onregelmatige opaciteiten (s, t, u), stadium $ 1/1 volgens de classificatie van de Internationale Arbeidsorganisatie. Asbestose uit zich functioneel in de vorm van een vermindering van de totale longcapaciteit, de vitale capaciteit en/of een vermindering van de diffusiecapaciteit. Bij minimale vormen van asbestose zijn er niet altijd longfunctiestoornissen aanwezig.

## Ontstaan
Asbestose ontstaat na langdurig hoge blootstelling aan asbest, of na kortdurende zeer hoge blootstelling, bijvoorbeeld bij explosies. Asbestose kan verergeren, ook wanneer geen blootstelling aan asbest meer plaatsvindt. De kans op asbestose neemt evenredig toe met de concentratie en duur van de blootstelling aan asbest. Veel personen met lichte vormen van asbestose vertonen geen aantoonbare longfunctieveranderingen.
De tijd tussen contact met asbest en het ontwikkelen van klachten kan erg lang duren. Dit verschilt van 10 tot soms wel meer dan 50 jaar. De mensen die nu gediagnostiseerd worden met asbestose, hebben het opgelopen in de tijd dat asbest niet verboden was en er geen beschermende maatregelen werden getroffen.

## Behandeling
Er is geen effectieve behandeling beschikbaar voor gevorderde stadia.

## Asbestose in Nederland
In Nederland zijn weinig gegevens beschikbaar over het optreden van asbestose. De enige bron is eigenlijk de sterfte aan asbestose. Gezien de goede overlevingskansen bij asbestose geven de sterftecijfers echter een vertekend beeld over de mate waarin asbestose werkelijk voorkomt. In de periode 1995-1999 werd asbestose 46 maal (dus gemiddeld 9 maal per jaar) vermeld als primaire doodsoorzaak in de CBS-registratie. Het betreft vrijwel in alle gevallen mannen. Volgens de Gezondheidsraad sterven jaarlijks zo'n 1600 mensen door aan asbestgerelateerde ziekten.